# 日本をダメにした九人の政治家
『日本をダメにした九人の政治家』（にほんをだめにしたきゅうにんのせいじか）とは、元衆議院議員の浜田幸一が1993年（平成5年）12月9日（木曜日）に出版した本。150万部を越えるミリオンセラーを記録した。その後文庫化されている。
発売から1ヶ月で100万部を突破し、講談社史上最短記録となった。

## データ
- 書名：日本をダメにした九人の政治家
- 発行：1993年12月9日
- 発行所：講談社
- 著者：浜田幸一
- ISBN 406206779X

## 文庫版データ
文庫化に当たって一部加筆。関連年表を付している。
- 書名:新版　日本をダメにした九人の政治家
- 発行：1995年10月
- 発行所：講談社（講談社+α文庫）
- 著者：浜田幸一
- ISBN 4062561190

## 出版まで
1993年5月、小沢一郎が著書『日本改造計画』を発表したことを契機に政治家本出版ブームが起こる。こうした中で浜田は1993年7月の政界引退表明時、「暴露本の出版を準備している」と発言。本書は出版前から話題となっていた。
本書は口述筆記による著作である。
初版部数は5万部の予定だったが、書店からの前注文が殺到したため8万部に増刷された。

## 日本を駄目にしたと名指しされた九人
- 浜田幸一（元衆院予算委員長、自民党広報委員長）
- 中曽根康弘（元内閣総理大臣）
- 竹下登（元内閣総理大臣）
- 三塚博（元大蔵大臣、外務大臣、通産大臣、自民党幹事長）
- 宮沢喜一（元内閣総理大臣）
- 小沢一郎（元民主党代表、元自治大臣、自民党幹事長）
- 梶山静六（元内閣官房長官、法務大臣、自民党幹事長）
- 田辺誠（元日本社会党委員長）
- 宮本顕治 （元日本共産党中央委員会議長）

このうち小沢一郎（現在は立憲民主党所属）は、上記に挙げた人物中、唯一の存命かつ現職者である。

## 主な内容
出版前は、田辺・宮本の両左派系政治家に対して、より厳しい批判を行うと思われていたが、実際には自身を含む九人の中でも、最も厳しい批判の矛先を向けたのは、自由民主党の『三塚博』であり、ゼネコン汚職疑惑や中川一郎怪死事件についても言及し、三塚が内閣総理大臣になれば、日本は滅ぶとまで言い切るなど、強い人格批判の趣さえあった。
田辺誠については、1980年代に南京市を訪れ南京大虐殺紀念館を建設するよう求めたことを批判し、総評から3,000万円の建設資金が南京市に寄付され、その資金で同紀念館が建設されたことに言及している。
浜田自身は「名誉毀損で訴えられるかも知れないが、そのときは受けて立つ」と述べていたが、結局誰からも訴訟は起こされなかった。
事前の新聞広告では九人のうち、八人の顔写真が公開されていたが、残り一人についてはクエスチョンマークがつけられ、誰なのかわからないようになっていた。その一人とは他ならぬ浜田自身である。
文庫版では「日本をダメにする十人目（の人物）」として創価学会名誉会長の池田大作を挙げた。

## 影響
読者から浜田の政界復帰を求める声が起こった。
この本のブームへの便乗が数多く発生し、例として、『テレビをダメにした5人の司会者』、『日本の映画をダメにした7人』、『プロ野球をここまでダメにした9人』など『○○をダメにしたx人の○○』という内容の暴露本が多く出版されたり、『戦後日本の書をダメにした7人（1985年初版）』など本書以前に出版されていた同様の趣向の本が重版されるという現象が起きた。
浜田は2001年に『日本を救う9人の政治家とバカ1人』という本を出版した。